# Аполло-Біч (Флорида)
Аполло-Біч (англ. Apollo Beach) — переписна місцевість (CDP) в США, в окрузі Гіллсборо штату Флорида. Населення — 26 002 особи (2020).

## Географія
Аполло-Біч розташоване за координатами 27°45′47″ пн. ш. 82°24′12″ зх. д. / 27.76306° пн. ш. 82.40333° зх. д. (27.763020, -82.403313).  За даними Бюро перепису населення США в 2010 році переписна місцевість мала площу 57,72 км², з яких 51,38 км² — суходіл та 6,33 км² — водойми.

## Демографія
Згідно з переписом 2010 року, у переписній місцевості мешкало 14 055 осіб у 5703 домогосподарствах у складі 4245 родин. Густота населення становила 244 особи/км².  Було 6694 помешкання (116/км²).
Расовий склад населення:
| - 86,4 % — білих - 5,9 % — чорних або афроамериканців - 2,5 % — азіатів - 0,4 % — корінних американців - 2,6 % — осіб інших рас |

До двох чи більше рас належало 2,2 %. Частка іспаномовних становила 12,7 % від усіх жителів.
За віковим діапазоном населення розподілялося таким чином: 21,0 % — особи молодші 18 років, 63,3 % — особи у віці 18—64 років, 15,7 % — особи у віці 65 років та старші. Медіана віку мешканця становила 43,9 року. На 100 осіб жіночої статі у переписній місцевості припадало 97,3 чоловіків;  на 100 жінок у віці від 18 років та старших — 96,3 чоловіків також старших 18 років.
Середній дохід на одне домашнє господарство  становив 93 147 доларів США (медіана — 72 529), а середній дохід на одну сім'ю — 107 249 доларів (медіана — 87 930). Медіана доходів становила 55 401 долар для чоловіків та 51 007 доларів для жінок. За межею бідності перебувало 10,4 % осіб, у тому числі 14,2 % дітей у віці до 18 років та 6,2 % осіб у віці 65 років та старших.
Цивільне працевлаштоване населення становило 7483 особи. Основні галузі зайнятості: освіта, охорона здоров'я та соціальна допомога — 15,9 %, науковці, спеціалісти, менеджери — 15,0 %, фінанси, страхування та нерухомість — 13,7 %.